# Джон Фівер
Джон Фівер (англ. John Feaver; нар. 16 лютого 1952) — колишній британський тенісист.
Найвищу одиночну позицію світового рейтингу — 98 місце досяг 31 жовтня 1973 року.
Здобув 1 парний титул.
Найвищим досягненням на турнірах Великого шолома був півфінал в парному розряді.

## Фінали Гран-прі та WCT

### Парний розряд (1–9)
| Результат | W-L | Рік  | Турнір               | Покриття   | Партнер          | Суперники                        | Рахунок       |
| --------- | --- | ---- | -------------------- | ---------- | ---------------- | -------------------------------- | ------------- |
| Поразка   | 0–1 | 1974 | Джексон, США         | Килим      | Байрон Бертрам   | Фред Макнеер Гровер Раз Рейд     | 6–3, 3–6, 3–6 |
| Поразка   | 0–2 | 1975 | Стамбул, Туреччина   | Килим      | Колін Даудесвелл | Колін Діблі Томас Кош            | 2–6, 2–6, 2–6 |
| Поразка   | 0–3 | 1976 | Лондон, Англія       | Килим      | Джон Джеймс      | Девід Ллойд Джон Ллойд           | 4–6, 6–3, 2–6 |
| Поразка   | 0–4 | 1977 | Базель, Швейцарія    | Килим      | Джон Джеймс      | Марк Кокс Бастер Моттрам         | 5–7, 4–6, 3–6 |
| Поразка   | 0–5 | 1979 | Палермо, Італія      | Ґрунт      | Ісмаїл Ель-Шафей | Пітер Макнамара Пол Макнамі      | 5–7, 6–7      |
| Поразка   | 0–6 | 1979 | Мадрид, Іспанія      | Ґрунт      | Робін Дрісдейл   | Карлус Кірмайр Кассіу Мотта      | 6–7, 4–6      |
| Поразка   | 0–7 | 1980 | Swedish Open, Швеція | Ґрунт      | Пітер Макнамара  | Гайнц Ґюнтгардт Маркус Ґюнтгардт | 4–6, 4–6      |
| Перемога  | 1–7 | 1980 | Бордо, Франція       | Ґрунт      | Жіль Мореттон    | Джанні Оклеппо Рікардо Ікаса     | 6–3, 6–2      |
| Поразка   | 1–8 | 1981 | Нансі, Франція       | Тверде (i) | Їржі Гржебець    | Іліє Настасе Адріано Панатта     | 4–6, 6–2, 4–6 |
| Поразка   | 1–9 | 1981 | Тель-Авів, Ізраїль   | Тверде     | Стів Крулевітс   | Стів Мейстер Вен Вінітскі        | 6–3, 3–6, 3–6 |